# Peter Nielsen (digter)
 Der er flere personer med dette navn, se Peter Nielsen.
Peter Nielsen (født 15. marts 1948 i Aarhus) er en dansk digter og romanforfatter.
Peter Nielsen debuterede officielt i 1980 med digtsamlingen Kan sparsommelighed redde proletariatet? (Borgens Forlag). I tiåret 1971 til 1980 udgav han en lang række hæfter med digte og tekster, først på eget forlag og derefter på det lille aarhusianske undergrundsforlag Jorinde & Joringel. I 1979 modtog han for første gang Statens Kunstfonds engangsydelse, og i 1983 modtog han Statens Kunstfonds 3-årige arbejdslegat. Han har levet som fuldtidsforfatter lige siden. Han har været forlagskonsulent og anmelder ved Fyens Stiftstidende, og han er en flittig oversætter af navnlig svensk og norsk litteratur, herunder bl.a. Tomas Tranströmer og Tua Forsström. Han har også oversat Paul Celan.
Peter Nielsen blev i 2004 nomineret til Nordisk Råds Litteraturpris for digtsamlingen Livet foreslår (Lindhardt og Ringhof, 2003).